# Canada ai Giochi della X Olimpiade
Il Canada partecipò ai Giochi della X Olimpiade, svoltisi a Los Angeles, Stati Uniti, dal 30 luglio al 14 agosto 1932, con una delegazione di 103 atleti impegnati in dieci discipline.

## Medagliere

### Per discipline
| Sport            | Oro | Argento | Bronzo | Totale |
| ---------------- | --- | ------- | ------ | ------ |
| Atletica leggera | 1   | 3       | 5      | 9      |
| Pugilato         | 1   | 0       | 0      | 1      |
| Vela             | 0   | 1       | 1      | 2      |
| Lotta libera     | 0   | 1       | 0      | 1      |
| Canottaggio      | 0   | 0       | 2      | 2      |
| Totale           | 2   | 5       | 8      | 15     |

### Medaglie
| Medaglia | Atleta | Sport            | Evento                          |
| -------- | --- | ---------------- | ------------------------------- |
| Oro      | Duncan McNaughton | Atletica leggera | Salto in alto maschile          |
| Oro      | Horace Gwynne | Pugilato         | Pesi gallo                      |
| Argento  | Alex Wilson | Atletica leggera | 800 metri piani                 |
| Argento  | Hilda Strike | Atletica leggera | 100 metri piani femminili       |
| Argento  | Mildred Fizzell Lillian Palmer Mary Frizzell Hilda Strike                                                                            | Atletica leggera | Staffetta 4×100 metri femminile |
| Argento  | Danny McDonald | Lotta libera     | Pesi welter                     |
| Argento  | Ernest Cribb George Gyles Harry Jones Hubert Wallace Peter Gordon Ronald Maitland                                                    | Vela             | 8 metri                         |
| Bronzo   | Alex Wilson | Atletica leggera | 400 metri piani                 |
| Bronzo   | Phil Edwards | Atletica leggera | 800 metri piani                 |
| Bronzo   | Phil Edwards | Atletica leggera | 1500 metri piani                |
| Bronzo   | Ray Lewis James Ball Phil Edwards Alex Wilson                                                                                        | Atletica leggera | Staffetta 4×400                 |
| Bronzo   | Eva Dawes | Atletica leggera | Salto in alto femminile         |
| Bronzo   | Charles Pratt Noël de Mille | Canottaggio      | Due di coppia maschile          |
| Bronzo   | Earl Eastwood Joseph Harris Stanley Stanyar Harry Fry Cedric Liddell William Thoburn Donald Boal Albert Taylor Tim. George MacDonald | Canottaggio      | Otto maschile                   |
| Bronzo   | Gardner Boultbee Gerald Wilson Kenneth Glass Philip Rogers                                                                           | Vela             | 6 metri                         |